# Притирання

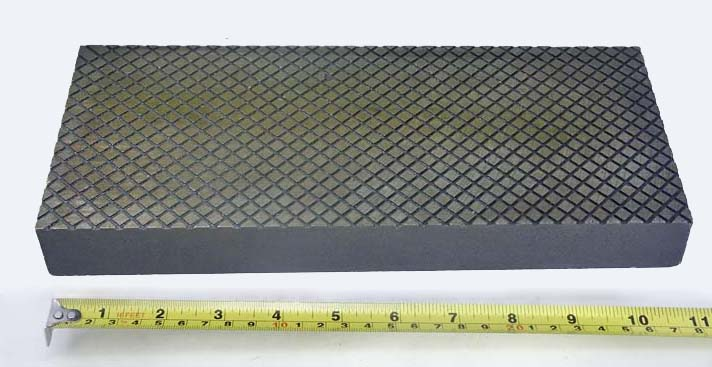
Чавунна плита для притирання

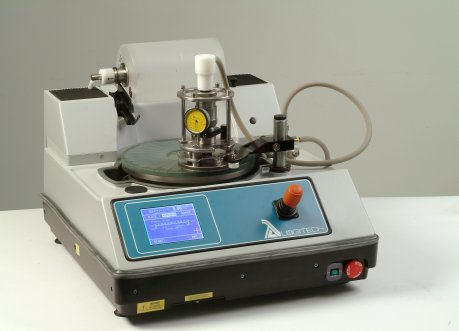
Машина для притирання в лабораторних умовах

Притира́ння — метод чистової абразивної обробки поверхонь деталей шліфувальними порошками чи пастами, за якого обробний інструмент і заготовка одночасно здійснюють відносний рух із швидкостями одного порядку, або в разі нерухомості одного з них інший здійснює складний рух.

## Характеристика
Притирання забезпечує високу точність (4-5-й квалітети) та мінімальну шорсткість поверхні Ra (0,01…0,04) мкм і може бути ручним чи механізованим. Припуск на притирання становить 0,01…0,02 мм. Перед притиранням деталі піддають попередній обробці (тонкому точінню, фрезеруванню, чистовому шліфуванню, хонінгуванню), котрі забезпечують необхідну точність.
Ручне притирання використовують в інструментальних цехах, в умовах одиничного та дрібносерійного виробництв, а механізоване — при великій кількості виробів.

## Притири
Різальним інструментом для притирання є притир. Притири для площин (притиральні плити) — можуть бути як прямокутної, так і круглої форми у вигляді дисків, плит, брусків, кілець чи стрижнів. Прямокутні притири використовують здебільшого при ручному притиранні, а круглі — при притиранні механізованим способом на спеціальних верстатах.
Притири виготовляють із сірого чавуну, бронзи, міді, скла тощо. Перед використанням притир шаржують, тобто наносять на його поверхню притиральну пасту, що перетворює його у різальний інструмент.

## Притиральна паста
Для притирання сталі використовують порошки електрокорунду нормального, білого й хромистого, а також монокорунду. Для притирання чавуну і крихких матеріалів використовують карбід кремнію, для обробки твердих сплавів та інших важкообробних матеріалів — порошки карбіду бору, синтетичних алмазів.
До складу притиральної пасти, окрім абразивного порошку, входять олеїнова кислота, стеарин, вазелін тощо. Розмір зерна абразивного порошку безпосередньо впливає на якість обробленої поверхні.

## Притиральні верстати
Розрізняють вертикальні притиральні верстати (для обробки зовнішніх і внутрішніх поверхонь) і горизонтальні притиральні верстати (для зовнішніх поверхонь). Горизонтальний притиральний верстат має одну або дві притиральні плити, між якими у сепараторі (деталетримачі) поміщаються деталі, що підлягають обробці. Плити обертаються з різною частотою в одному або у протилежних напрямах, сепаратор здійснює коливальний рух в горизонтальній площині. У результаті складного руху оброблюваних поверхонь деталей відносно притиральних плит забезпечується рівномірна їх обробка, висока точність форми (похибка до 1-3 мкм).

## Притиральна плита
Притиральні плити використовуються при ручному притиранні та на верстатах вертикального типу. Притирання проводиться плавними різноспрямованими рухами у площині робочої поверхні плити. Притиральні плити виготовляють з чавуну, твердих сплавів, сталі, міди, бронзи, скла, кераміки, алюмінію, нержавкої сталі, твердих і в'язких порід дерева, композитних матеріалів.